# Yeadon

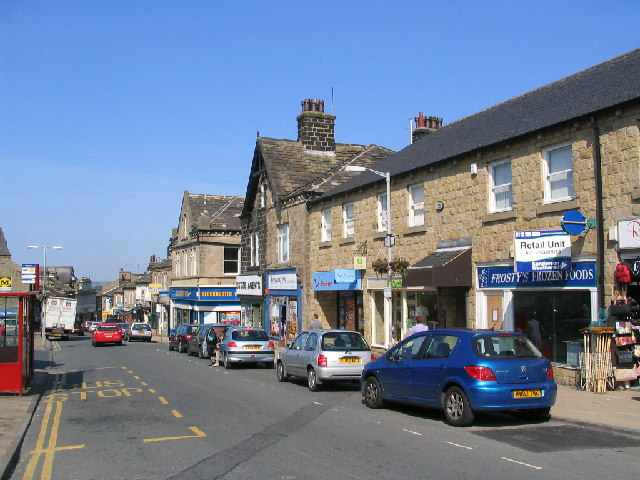
High Street

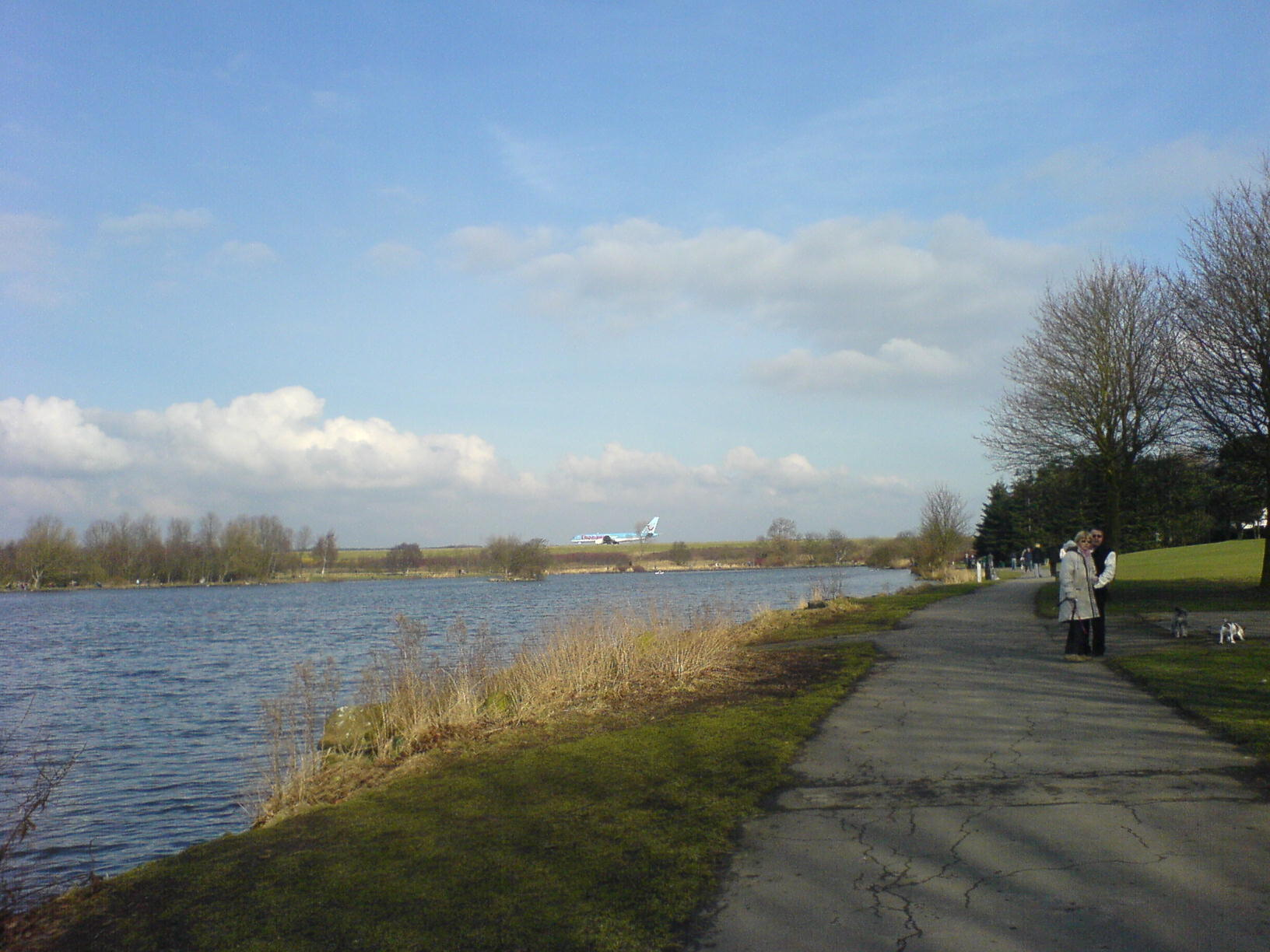
Yeadon Tarn.

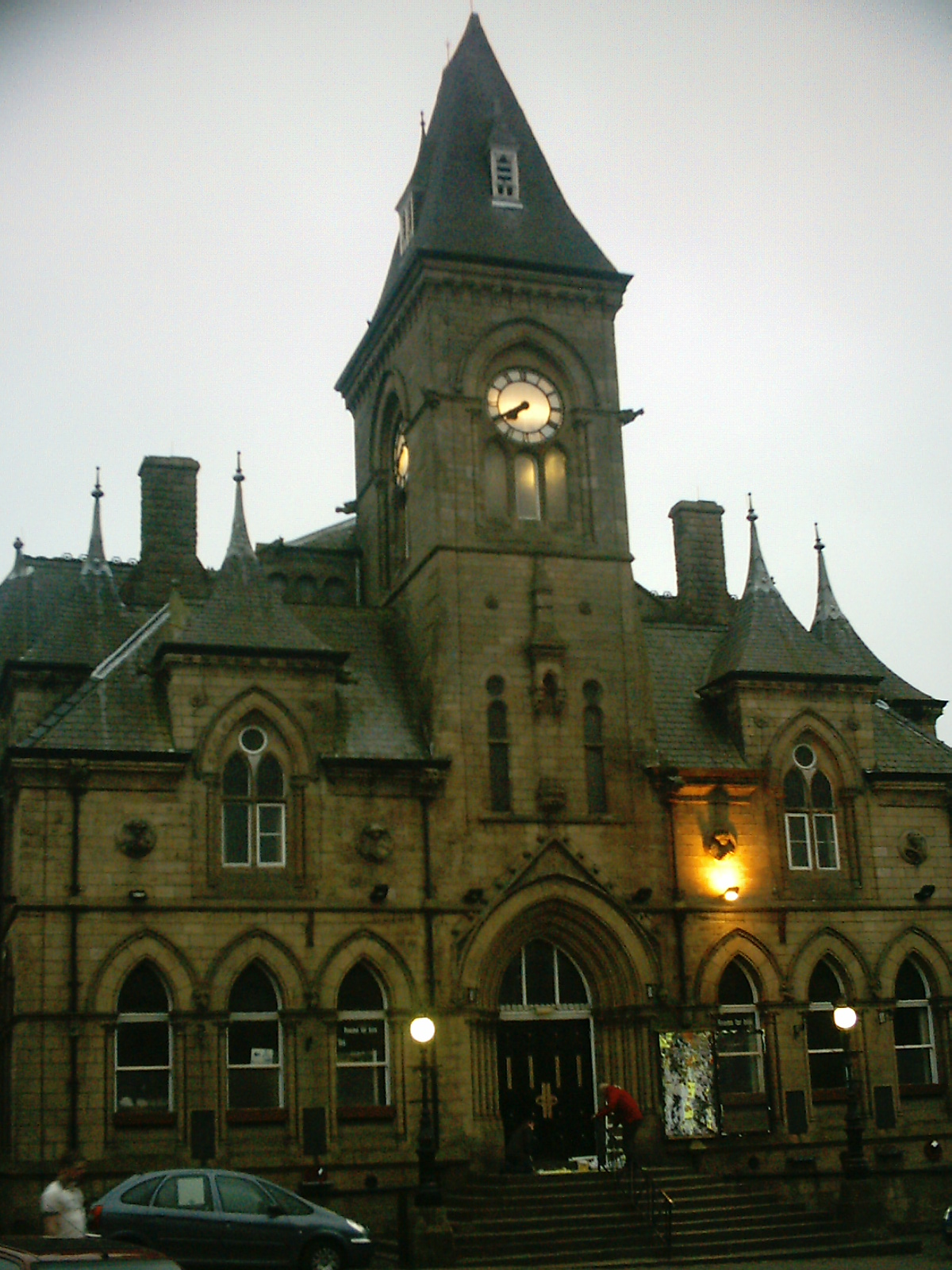
Yeadon Ayuntamiento.

Yeadon es una ciudad situada en el noroeste de la ciudad de Leeds, West Yorkshire. La ciudad se caracteriza por Yeadon Tarn (un lago con un club de vela), así como su proximidad al aeropuerto. Yeadon, junto con las ciudades vecinas y Rawdon y Guiseley, formado Aireborough Urbano del Distrito, que fue creado en 1937 y abolido en 1974
- Datos: Q2281068
- Multimedia: Yeadon, West Yorkshire / Q2281068